# Burg Libštejn
Die Burgruine Libštejn (deutsch Liebstein, älter Liebenstein) liegt über der Berounka südlich von Liblín im Bezirk Rokycany, Tschechien.
Die Burg wurde vom königlichen Bauleiter Ulrich Tista von Liebstein als Privatsitz erbaut und wurde 1361 erstmals schriftlich erwähnt. Am Ende des 14. Jahrhunderts kam die Burg in den Besitz der Herren von Kolowrat.
In den Hussitenkriegen gehörte Libštejn Bedřich von Kolowrat, welcher zusammen mit seinem Bruder Hanuš bedeutender Gegner der Hussiten war. 1425 wurde die Burg von den Hussiten belagert und von den umliegenden Hügeln beschossen. Nach siebenwöchiger Belagerung unterzeichneten die beiden Brüder mit den Hussiten ein Abkommen und wechselten auf deren Seite. Im 16. Jahrhundert war Libštejn im Eigentum der Herren aus Valdštejn, nach und nach verfiel die Burganlage. Im Jahre 1590 wurde die Burg bereits als wüst erwähnt. Das definitive Ende brachte der Dreißigjährige Krieg.
Die Hauptgebäude der Burg waren zwei nebeneinander stehende Palasbauten, welche in der Mitte einen kleinen länglichen Hof bildeten. An den Kurzseiten war der Hof je von einem viereckigen Wohnturm erschlossen.
Ursprünglich gab es in Libštejn zwei Türme. Vom zweiten Turm gibt es nur noch einen hohen Mauersplitter. Von der herrschaftlichen Burganlage und den übrigen Gebäuden der Burg sind bis heute noch eingestürzte Mauern zu sehen, die ursprüngliche Größe der Burg erahnen lässt.
Die Höhenburg wurde zwischen drei weiteren höheren Gipfeln angelegt. Diese militärisch ungünstige Wahl des Standortes ist auf die ruhige und stabile Zeit Karls IV. zurückzuführen.
Die Burgruine ist frei zugänglich.

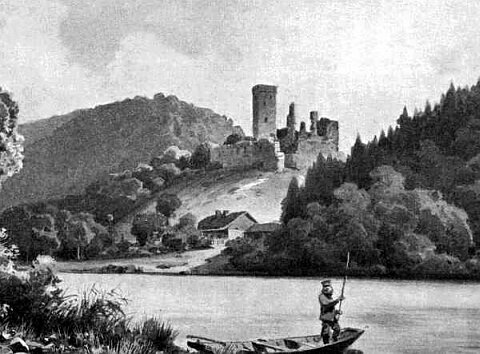
Burg Libštejn im 19. Jh.